# Barakoni
La chiesa della Madre di Dio di Barakoni (in georgiano ბარაკონის ღვთისმშობლის ტაძარი?), comunemente nota come Barakoni, è una chiesa ortodossa della regione storica della Rach'a, in Georgia. Si trova nel villaggio di Tsesi, all'interno del territorio della municipalità di Ambrolauri.

## Storia
La costruzione della chiesa di Barakoni fu commissionata nel 1753 dall'eristavi del Ducato di Rach'a Rostom all'architetto Avtandil Shulavreli, il quale è ricordato da un'epigrafe posta nella facciata orientale dell'edificio. La struttura della chiesa ha la tipica fisionomia cruciforme delle chiese georgiane. L'edificio rappresenta uno degli ultimi importanti esempi di architettura georgiana tradizionale. Durante il periodo sovietico la chiesa fu chiusa al culto, in conseguenza delle politiche ateistiche poste in essere dal regime. Subì ulteriori danneggiamenti, anche se non seri, a causa del terremoto di Rach'a del 1991, ma venne prontamente riparata. Posta in cima ad una ripida scarpata, la chiesa si affaccia sul fiume Rioni, che si unisce al fiume Lukhuni appena sotto la montagna.

## Galleria d'immagini

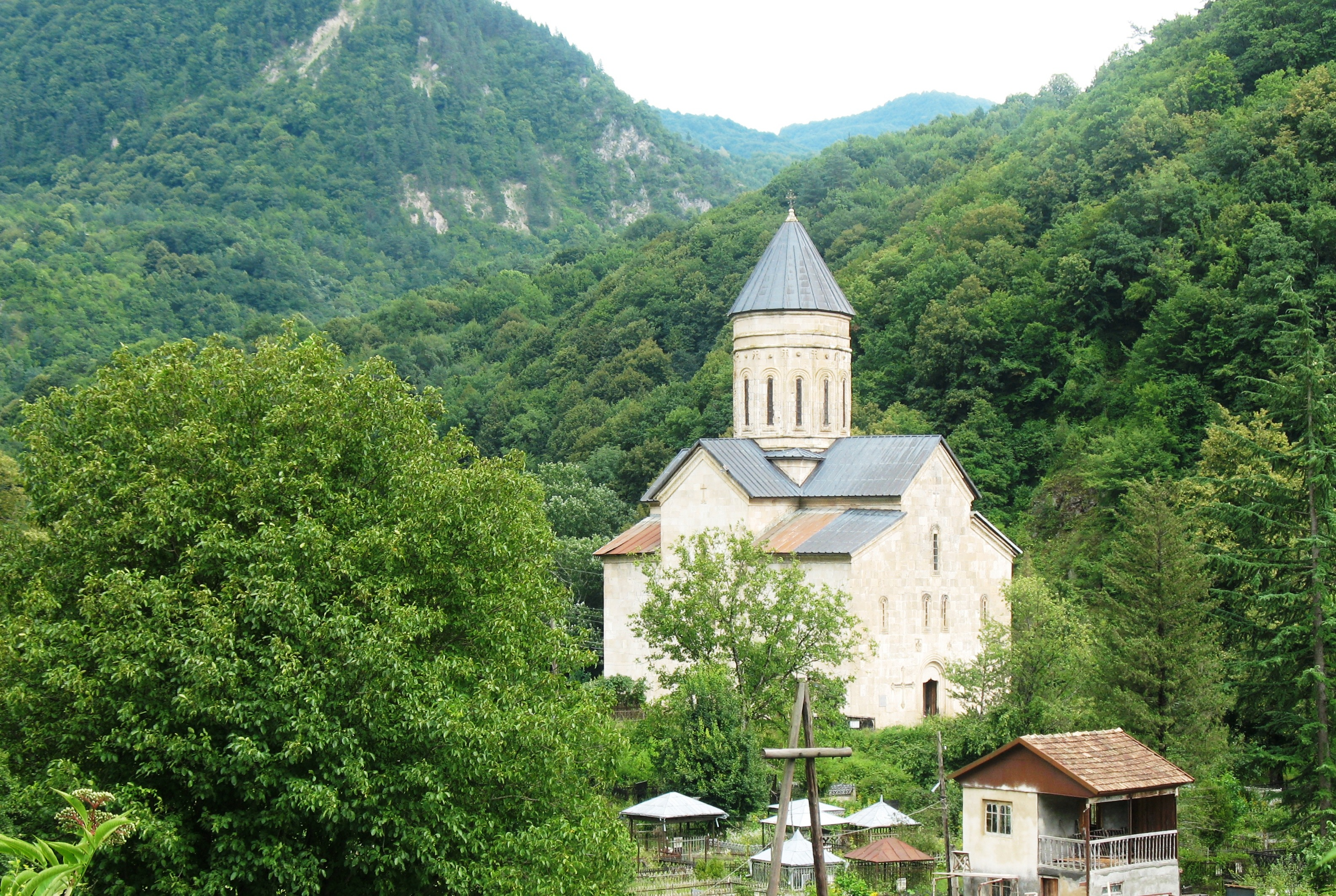
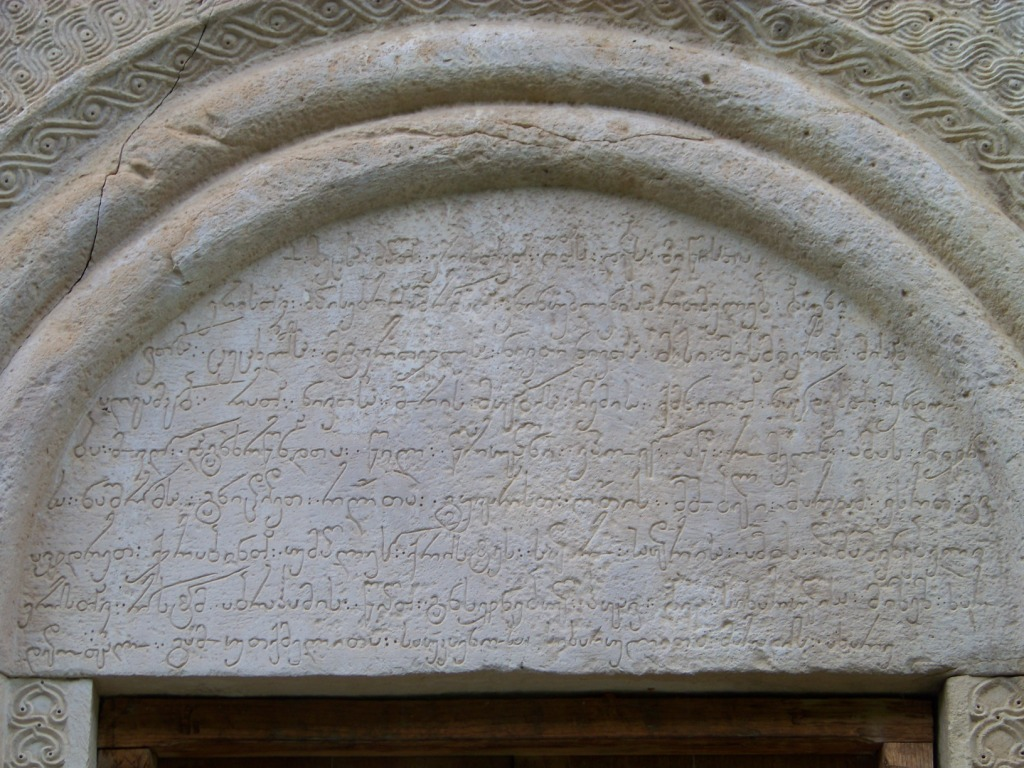
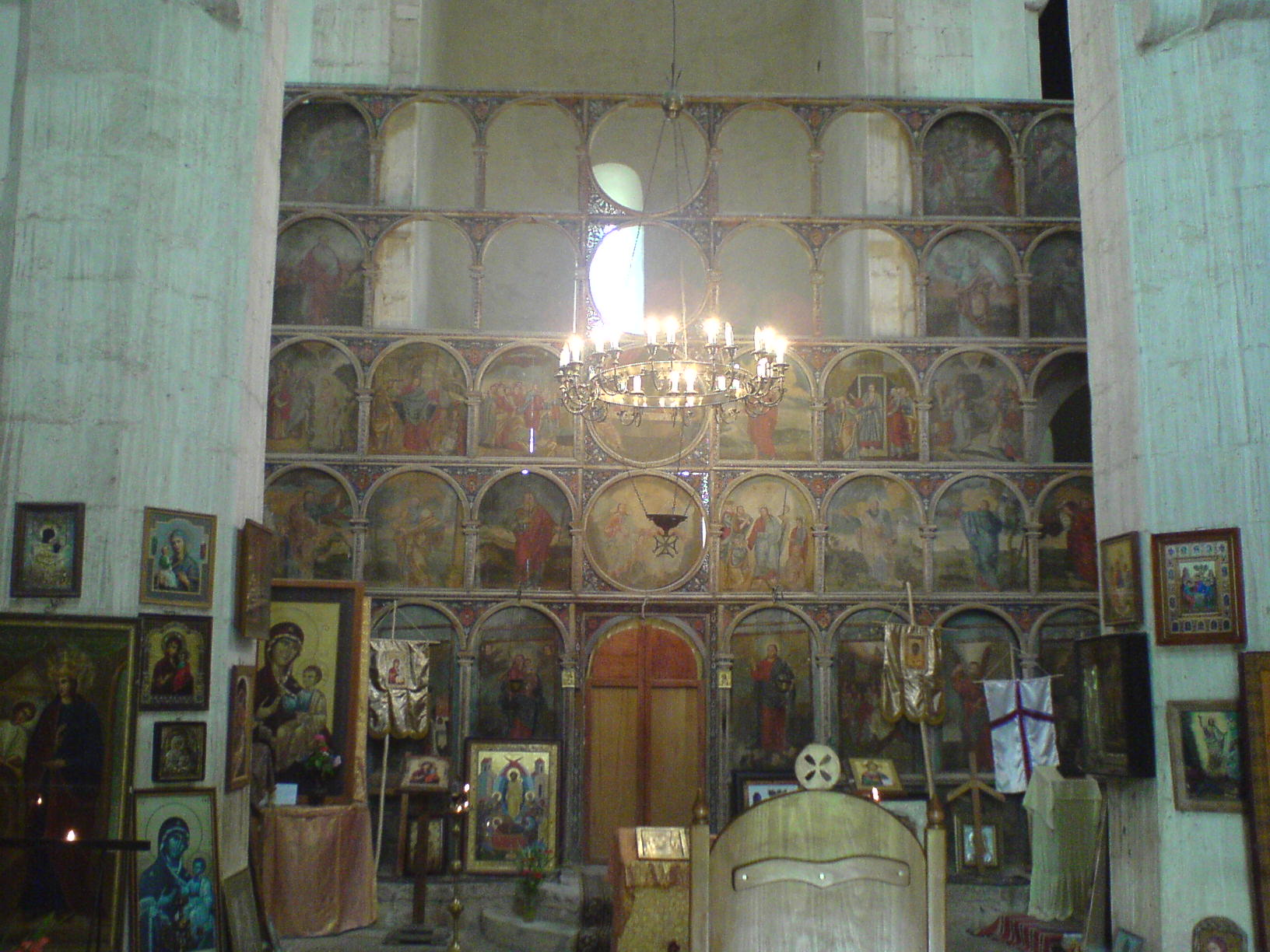